# Iglesia de San Roque (Tinajo)
La iglesia de San Roque es un templo católico del término municipal de Tinajo, isla de Lanzarote, Canarias, España. Es un edificio de un aspecto definido por dos naves desiguales en razón a la techumbre a dos aguas.

## Historia
Fue construida como ermita en la segunda mitad del siglo XVII por el beneficiado y vicario de la isla de Lanzarote, Guillén de Bethencourt. Se convierte en parroquia de la isla, el 29 de junio de 1792, por el prelado Antonio Tavira y Almazán. Alrededor de 1800, el edificio soporta nuevas reformas que suponen su ampliación y mejora. En la actualidad, la Iglesia de San Roque es la parroquia matriz del municipio de Tinajo.
La Iglesia de San Roque de Tinajo, ha hospedado a la imagen de la Virgen de los Dolores (Patrona de Lanzarote), por lo menos en cuatro ocasiones. La primera entre 1850 hasta 1861 (debido a la restauración de su ermita en Mancha Blanca). La segunda el 13 de agosto de 1939 tuvo un carácter mucho más solemne, pues la realizó con motivo de su traslado a Arrecife (la capital de Lanzarote) como acción de gracias por la finalización de la Guerra civil española. La tercera, el 22 de diciembre de 1965, la realizó con motivo de su regreso a Mancha Blancha tras también haber visitado Arrecife durante las jornadas de la Cruzada del Rosario en Familia. La cuarta y última fue en 1988, al igual que la primera por motivo de la restauración de su santuario.

## Estructura
El edificio está formado por dos naves desiguales, dos capillas, una sacristía con techo a cuatro aguas, un aseo, un almacén, un baptisterio, alojado en una pequeña capilla, así como otras pequeñas dependencias. En la parte trasera se eleva el coro de piso de madera con balaustrada, formando una segunda planta.
La entrada a la iglesia se efectúa a través de un cancel, que porta dos iluminarias ovaladas. A su vez el acceso al baptisterio viene configurado por una puerta con celosía.
La techumbre es mudéjar, siendo la del presbiterio ochavada, portando motivos pintados en los que predomina el color turquesa, con las terias pintadas en blanco, que con el transcurso del tiempo ha adquirido tonos ocres y grisáceos. La zona del altar de la nave lateral posee un techo blanco poligonal con una base de ocho lados pintados de blanco con decorado en colores verdes y beige.
La cubierta es de torta, al estilo tradicional, y con alero lateral de piedra, de tipo calizo pintado.
Los muros se encuentran realizados en fábrica de piedra sentada con barro y paja en su interior, y el exterior con mortero de cal o de cemento portland, fruto este último de reparaciones y/o reformas relativamente recientes.
Las puertas de acceso de las fachadas sur y este se encuadran en un conjunto de arcos de piedra basáltica y toba roja. La nave del evangelio conserva el pavimento de piedra original, mientras el baptisterio mantiene el piso de barro y ladrillo de terrazo en la parte superior, que da caída a la pila bautismal. En la década de los cincuenta, siendo Párroco don Juan Rodríguez Alvarado, se sustituyó el pavimento original de la nave principal, de arcilla, por otro de ladrillo hidráulico. Durante estos trabajos afloraron cientos de restos humanos que fueron depositados en el osario del Cementerio Parroquial que está adosado a la fachada Norte de la Iglesia. El pavimento de la nave izquierda es de losa de piedra compacta. La zona de la Sacristía, sufrió hace algunos años una amputación para ampliar la entrada a la Plaza de San Roque desde el poniente,arrasando también el frontis del viejo Cementerio que fue reconstruido unos metros más atrás.
El interior del edificio alberga un conjunto de arcos de medio punto y columnas toscanas.
La fachada principal presenta un reloj solar, que data del año 1851, construido por el marino residente en La Vegueta F. Fernández, es el segundo más antiguo de Canarias.

## Arte sacro
Entre las imágenes presentes en dicho templo destacan la de San Roque (titular de la parroquia y patrono del municipio) de factura popular, la Virgen de Candelaria obra del tinerfeño Fernando Estévez de Salas y un Cristo crucificado, obra del grancanario Luján Pérez.